# Томилово (Ялуторск)
Томилово — упразднённое в 1977 году село Хохловского сельсовета Ялуторовского района, вошедшее в черту города Ялуторовск Ялуторовского района Тюменской области. Ныне — одноимённый городской микрорайон.

## География
Расположен в северо-восточной части города, на левобережье реки Тобол (левый приток Иртыша) в лесостепной зоне Западной Сибири (в северной части Тургайской долины).  

### Климат
Климат, как и во всём городе, континентальный, характеризуется суровой снежной продолжительной зимой, тёплым коротким летом и ещё более короткими переходными сезонами. Самый холодный месяц в году — январь со среднемесячной температурой воздуха — 18,4 ºС, самый тёплый — июль со среднемесячной температурой + 17,8 ºС, амплитуда среднемесячных температур составляет 36,2 ºС. Снежный покров удерживается более 5 месяцев — в среднем 161 день. Высота снежного покрова к концу зимы достигает до 30 см. Зимой преобладают ветры юго-восточного, южного, юго-западного направлений. Летом преобладают ветры северного (20 %) и северо-западного (19 %) направлений. К наиболее часто повторяющимся атмосферным явлениям относятся: туманы, метели (образуются при скорости ветра 6 м/сек и более), грозы (наблюдаются с апреля по сентябрь, но преимущественно в июле (каждый третий день месяца)), гололёдно-изморозные явления (наблюдаются в холодное время с октября по май).

## История
Упоминается на карте Стрельбицкого издания 1919-1921 годов как д.Томилова

Официально исключено село Томилово из учётных данных административно-территориального деления Тюменской области Решением Тюменского областного Совета депутатов трудящихся от 16 августа 1977 года № 350
«О передаче села Томилово в границы города Ялуторовска» в соответствии с решением облисполкома от 08.06.1977 «Об утверждении проекта городской черты города Ялуторовска» и по ходатайству Ялуторовского райисполкома.